# اویینگن
شهر اویینگن (به آلمانی: Uhingen) در ایالت بادن-وورتمبرگ در کشور آلمان واقع شده‌است.